# レイ委員会
レイ委員会（レイいいんかい、1967年7月2日 - 1970年6月30日）は、ジャン・レイを委員長とする欧州委員会。

## 業績
レイ委員会は欧州3共同体がブリュッセル条約によって統合されて初の委員会となる。欧州経済共同体 (EEC) のハルシュタイン委員会を引き継ぎ、レイ委員会の後はマルファッティ委員会が引き継いでいる。レイ委員会は欧州共同体 (EC) 機構を強化し、また欧州議会の権限を拡張させた。また欧州議会の直接公選制に努め、1979年に初の選挙が実施されている。このほか1968年に成立した共同体内の関税同盟における競争の監督にもあたった 。
レイは1969年のハーグ欧州理事会で重要な役割を果たしている。ハーグ欧州理事会で各国首脳は2つの新たな提唱を掲げて欧州統合を再開させることが決定された。その2つとは、一方が経済通貨統合 (EMU) 、残る他方が欧州政治協力 (EPC) で、今日では前者はユーロ、後者は共通外交・安全保障政策 (CFSP) となっている。
任期の最終年となる1970年、レイは自身が提唱していた共同体の独自の権限について各国政府の支持を取り付けた。これはEECが加盟国の負担金のみでなく、関税や域外から輸入される農産品に対する課税、付加価値税による歳入が可能になったのである。

## 委員
レイ委員会はイタリア、西ドイツ、フランスから各3人、ベルギーとオランダから各2名、ルクセンブルクから1名の計14名で構成されていた。
| 担当分野                                           | 委員                                 | 出身国         | 所属政党 | 備考                                    |
| -------------------------------------------------- | ------------------------------------ | -------------- | -------- | --------------------------------------- |
| 委員長 事務総長、法務・広報官業務                  | ジャン・レイ                         | ベルギー       | PRL      |                                         |
| 副委員長 農業担当                                  | シッコ・マンスホルト                 | オランダ       | PvdA     |                                         |
| 副委員長 社会問題、人事・総務担当                  | リオネッロ・レヴィ・サンドリ         | イタリア       | PSI      |                                         |
| 副委員長 科学・研究、情報共有担当 共同研究センター | フリッツ・ヘルヴィヒ                 | 西ドイツ       | CDU      |                                         |
| 副委員長 経済・通貨問題担当、統計担当              | レイモン・バール                     | フランス       | 無所属   |                                         |
| 財政計画・融資・投資担当、出版・情報担当           | アルベール・コッペ                   | ベルギー       | CD&V     |                                         |
| 域内市場・地域政策担当                             | ハンス・フォン・デア・グレーベン     | 西ドイツ       | 無所属   |                                         |
| 競争担当                                           | マーン・サッセン                     | オランダ       | KVP      |                                         |
| 開発援助担当                                       | アンリ・ロシュロー                   | フランス       |          |                                         |
| 産業担当                                           | グイード・コロンナ・ディ・パリアーノ | イタリア       |          | 1970年5月8日辞任 後任は置かれなかった。 |
| 対外貿易、拡大、途上国支援担当                     | ジャン＝フランソワ・ドニオー         | フランス       | UDF      |                                         |
| 運輸担当                                           | ヴィクトール・ボドソン               | ルクセンブルク | LSAP     |                                         |
| 副委員長 エネルギー担当                            | ヴィルヘルム・ハファーカンプ         | 西ドイツ       |          |                                         |
| 対外関係担当                                       | エドアルド・マルティーノ             | イタリア       |          |                                         |

### 委員の政治傾向
上記表中を色で分けているのは各委員の政治傾向を示す。それぞれ以下の通りである。
| 分類         | 委員の数 |
| ------------ | -------- |
| 右派 ・保守  | 5        |
| リベラル     | 2        |
| 左派・革新   | 3        |
| 不明・無所属 | 4        |